# Nevado Mismi
Nevado Mismi é um monte de origem vulcânica localizado na Cordilheira dos Andes, no Peru, que supostamente guardava a nascente do rio Amazonas.
Por muito tempo, a nascente do Amazonas foi considerada o lago Lauri ou laguna Lauricocha, que significa lago Azul (“yauri” = azul e “qucha” = laguna), uma expedição patrocinada pela National Geographic Society apontou a nascente no Nevado Mismi. Contudo, cientistas do Brasil e do Peru analisando fotos de satélites discordaram desse resultado; foi montada uma expedição científica conjunta, que determinou como a verdadeira nascentes a quebrada Carhuasanta.

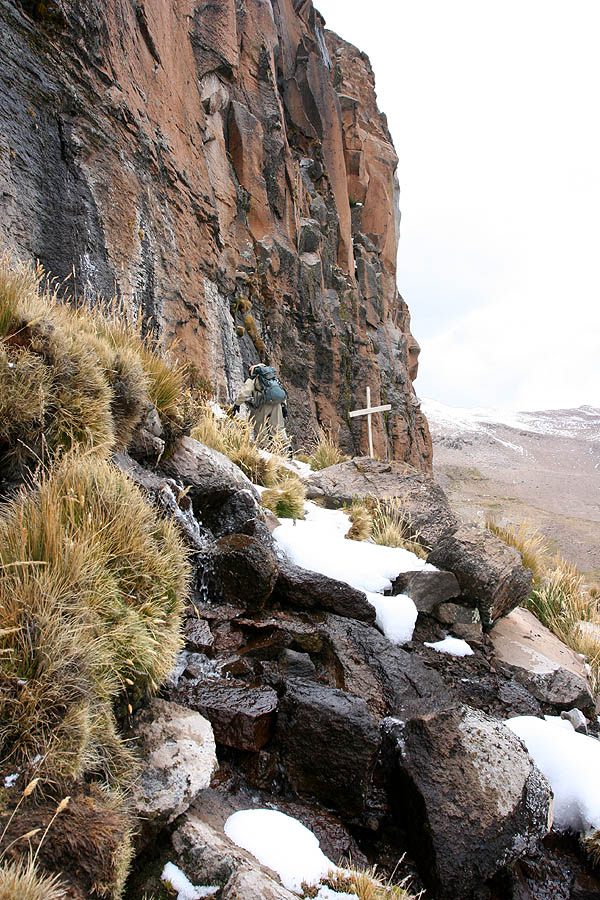
Nevado Mismi, suposta nascente do Amazonas